# The Walkers (Nederlandse band)
The Walkers was een Nederlandse muziekgroep uit Maastricht. De genres, bezetting en zelfs de bandnaam veranderden door de jaren heen.

## Geschiedenis
De groep ontstond in 1963 uit de Mosam Skiffle Group. Door de combinatie van popmuziek en skiffle, voorzien van zang van Jean Innemee, had de groep een geheel eigen geluid. Het nummer There's No More Corn on the Brasos bereikte hoge plaatsen op hitlijsten over de hele wereld. Met de komst van René Innemee in 1973 veranderde de stijl van de band in de richting country. De groep bleef echter succesvol. The Walkers kwam op voorspraak van geluidstechnicus en producer Fred Limpens bij Telstar terecht. Het zou de eerste band zijn die Engelstalige muziek opnam in het muziekhuis van Johnny Hoes.
Muzikanten van The Walkers wonnen in 1977 samen met die van The Classics en Rainbow het eerste Limburgs Vastelaovesleedjes Konkoer. Het winnende liedje Vaan Eysde tot de Mookerhei is sindsdien een carnavalshit gebleven.

## The Press
In 1980 wijzigde The Walkers de bandnaam in The Press. The Press bestond uit René Innemee, Michel en Walter Nita, John Coenen, Floor Minnaert (toetsen, fluit, saxofoon) en Willy Bronzwaer (drums). De eerste single van The Press, I'm gonna shoot the dee-jay, werd in Nederland in de zomer van 1980 meteen een hit in de destijds drie landelijke hitlijsten op de nationale publieke popzender Hilversum 3 (de Nederlandse Top 40, Nationale Hitparade en de TROS Top 50). Een jaar later, zomer 1981, kwam de tweede hit Cantara Pepe uit. Deze plaat was op vrijdag 17 juli 1981 Veronica Alarmschijf op Hilversum 3 en werd wederom een hit. De plaat bereikte de 11e positie in de Nederlandse Top 40, de 12e in de TROS Top 50 en piekte op de 8e positie in de Nationale Hitparade. In de Europese hitlijst op Hilversum 3, de TROS Europarade, werd géén noteting behaald.
In België bereikte deze plaat de 24e positie in de voorloper van de Vlaamse Ultratop 50 en de 17e in de Vlaamse Radio 2 Top 30. In Wallonië werd géèn notering behaald.

## Pepperbox
In een gewijzigde bezetting ging de band als The Press verder. In 1984 richtten enkele leden de groep Pepperbox op, namen twee singles op onder de naam Dance Dance en hanteerden na korte tijd toch weer de naam The Walkers, ditmaal tot 1989.

## Discografie

### Albums
| Album met eventuele hitnotering(en) in de Nederlandse Album Top 100 | Datum van verschijnen | Datum van binnenkomst | Hoogste positie | Aantal weken | Opmerkingen |
| ------------------------------------------------------------------- | --------------------- | --------------------- | --------------- | ------------ | ----------- |
| Skiffle Train                                                       | 1970                  | -                     | -               | -            |             |
| My Darling Helena                                                   | 1971                  | -                     | -               | -            |             |
| There's No More Corn on the Brasos                                  | 1972                  | -                     | -               | -            |             |
| The Best Of The Walkers (The First)                                 | 1972                  | -                     | -               | -            |             |
| The Best Of The Walkers (The Second)                                | 1972                  | -                     | -               | -            |             |
| Familiy Reunion                                                     | 1974                  | -                     | -               | -            |             |
| 10 Jaar The Walkers                                                 | 1974                  | -                     | -               | -            |             |
| Greatest Hits                                                       | 1975                  | -                     | -               | -            |             |
| Silhouettes                                                         | 1976                  | -                     | -               | -            |             |
| Greatest Hits                                                       | 1977                  | -                     | -               | -            |             |
| The Walkers 74 - '78                                                | 1978                  | -                     | -               | -            |             |
| Pregnancy                                                           | 1979                  | -                     | -               | -            |             |
| Gouden Troeven                                                      | 1984                  | -                     | -               | -            |             |
| An Hour Of The Walkers                                              | 1987                  | -                     | -               | -            |             |
| Greatest Hits & More                                                | 06-11-2020            | -                     | -               | -            |             |

### Singles
| Single met eventuele hitnotering(en) in de Nederlandse Top 40 | Datum van verschijnen | Datum van binnenkomst | Hoogste positie | Aantal weken | Opmerkingen                                                                             |
| ------------------------------------------------------------- | --------------------- | --------------------- | --------------- | ------------ | --------------------------------------------------------------------------------------- |
| There's No More Corn on the Brasos                            | -                     | 20-2-1971             | 4               | 10           | #6 in de Hilversum 3 Top 30                                                             |
| My Darling Helena                                             | -                     | 19-6-1971             | 4               | 10           | #3 in de Hilversum 3 Top 30 / Daverende Dertig                                          |
| Taboo                                                         | -                     | 19-8-1972             | 8               | 9            | #9 in de Hilversum 3 Top 30 / Daverende Dertig                                          |
| Dance Of Love                                                 | -                     | 4-8-1973              | 10              | 8            | #8 in de Hilversum 3 Top 30 / Daverende Dertig                                          |
| Oh Lonesome Me                                                | -                     | 12-1-1974             | 12              | 7            | #10 in de Hilversum 3 Top 30 / Daverende Dertig                                         |
| Jack of Diamond                                               | -                     | 4-5-1974              | 21              | 5            | #17 in de Hilversum 3 Top 30 / Daverende Dertig                                         |
| Ramona te quiero                                              | -                     | 17-9-1977             | 22              | 5            | #25 in de Nationale Hitparade                                                           |
| I'm gonna shoot the dee jay (als The Press)                   | -                     | 16-8-1980             | 13              | 7            | #15 in de Nationale Hitparade / #16 in de TROS Top 50                                   |
| Cantara pepe (als The Press)                                  | -                     | 25-7-1981             | 11              | 8            | #8 in de Nationale Hitparade / #12 in de TROS Top 50 / Veronica Alarmschijf Hilversum 3 |

### NPO Radio 2 Top 2000
| Nummer met noteringen in de NPO Radio 2 Top 2000 | '02  | '03  | '04 | '05  | '06  | '07  | '08  | '09  |
| ------------------------------------------------ | ---- | ---- | --- | ---- | ---- | ---- | ---- | ---- |
| There's No More Corn on the Brasos               | 1851 | 1309 | -   | 1942 | 1836 | 1845 | 1845 | 1898 |

1. ↑  Een '-' betekent dat het nummer niet was genoteerd en een vetgedrukt getal geeft de hoogste notering aan.
2. ↑  2002 was het eerste jaar met een notering voor dit nummer.
3. ↑  Deze tabel is bijgewerkt tot en met de meest recente editie (2024).